# NK Derventa 103
Nogometni klub Derventa 103 (Derventa 103) je bio nogometni klub koji je predstavljao hrvatsko stanovništvo Grad Derventa, danas u Republici Srpskoj, Bosna i Hercegovina.

## O klubu
Kao posljedica rata u Bosni i Hercegovini, 1992. godine su srpske postrojbe okupirale područje općine Derventa, te je došlo do protjerivanja hrvatskog i bošnjačkog stanovništva. 
 
Kluub se osniva na slobodnom području Bosanske Posavine, pod nazivom Derventski vitezovi, uz pomoć 103. brigada HVO-a, koja je bila s područja Dervente. Pod tim nazivom u sezoni 1994./95. počinje natjecanje u 1. ligi Herceg-Bosne – skupina Bosanska Posavina, ali tijekom sezone mijenja ime u Derventa 103. U 1. ligi Herceg-Bosne klub sudjeluje i u sezoni 1995./96., te se potom gasi.

## Pregled plasmana
| sezona                             | rang lige                          | liga                                                 | poz.                               | klubova u ligi                     | ut                                 | pob                                | ner                                | por                                | gol+                               | gol-                               | bod                                | napomene                           | izvori                             |
| Derventski vitezovi / Derventa 103 | Derventski vitezovi / Derventa 103 | Derventski vitezovi / Derventa 103                   | Derventski vitezovi / Derventa 103 | Derventski vitezovi / Derventa 103 | Derventski vitezovi / Derventa 103 | Derventski vitezovi / Derventa 103 | Derventski vitezovi / Derventa 103 | Derventski vitezovi / Derventa 103 | Derventski vitezovi / Derventa 103 | Derventski vitezovi / Derventa 103 | Derventski vitezovi / Derventa 103 | Derventski vitezovi / Derventa 103 | Derventski vitezovi / Derventa 103 |
| ---------------------------------- | ---------------------------------- | ---------------------------------------------------- | ---------------------------------- | ---------------------------------- | ---------------------------------- | ---------------------------------- | ---------------------------------- | ---------------------------------- | ---------------------------------- | ---------------------------------- | ---------------------------------- | ---------------------------------- | ---------------------------------- |
| 1994./95.                          | I.                                 | 1. liga Herceg-Bosne – Bosanska Posavina – skupina A | 5.                                 | 8                                  | 14                                 | 5                                  | 1                                  | 8                                  | 22                                 | 28                                 | 16                                 |                                    |                                    |
| Derventa 103                       |                                    |                                                      |                                    |                                    |                                    |                                    |                                    |                                    |                                    |                                    |                                    |                                    |                                    |
| 1995./96.                          | I.                                 | 1. liga Herceg-Bosne – Bosanska Posavina – skupina B | 3.                                 | 8                                  | 13                                 | 7                                  | 1                                  | 5                                  | 28                                 | 20                                 | 22                                 |                                    |                                    |

## Unutrašnje poveznice
- Derventa
- FK Tekstilac Derventa
- 103. brigada HVO-a